# 德克·诺维茨基
德克·维尔纳·諾威斯基（德語：Dirk Werner Nowitzki，1978年6月19日—），綽號「德國戰車」、「諾天王」。德國前籃球運動員，曾效力NBA達拉斯獨行俠，NBA史上第六位達成30000分的球員，場上位置是大前鋒，以招牌的「金雞獨立」（單腳後仰跳投）聞名於世，球衣背號為41號。諾威斯基被認為是NBA偉大的歐洲球員之一。
2011年，在完全不被看好的情況下，諾威斯基率領達拉斯獨行俠隊在總冠軍賽以四比二擊敗擁有「熱火三王」的超級球隊邁阿密熱火，獲得總冠軍及總決賽最有價值球員獎。2021年，入選NBA75大球星。2023年，入選奈史密斯籃球名人紀念堂。

## 早年生活
诺维茨基在西德維爾茨堡出生在一个运动世家，父亲是手球球员，母亲是德国女子篮球队的成员，姐姐是美国迪肯（Duquesne）大学篮球队成员。诺维茨基本人也在十多岁的时候受到过几所美国大学的录取邀请，其中最积极的是宾西法尼亚州立大学，但是这些计划都在诺维茨基决定到德国军队服役所搁置，他在军队从1997年9月1日服役至1998年6月30日。总而言之，在此之后他仍然得以从事职业篮球运动。
诺维茨基第一次为NBA及世人所知是在1997年9月，拥有斯科蒂·皮蓬，贾森·基德，加里·佩顿和查尔斯·巴克利这样大牌球星的美国职业队来到德国和德国国家青年队进行了一场表演赛，在比赛中诺维茨基隔着巴克利飞身扣篮成功，惡漢赛后掦言这个瘦弱的德国青年会成为未来的超级球星。
尽管如此，诺维茨基还是没有真正得到国际间的关注，除了剛接手達拉斯小牛（獨行俠前身）GM職務的唐·尼爾森。堅信諾威斯基就是他要找的人，老尼爾森和小牛曾試圖說服他別去參加1998年4月在圣安东尼奥举办的耐克Hoop Summit，以免被發現。但他還是如期去了，而且取得33分和14个篮板，令人惊奇的带领国际青年队战胜了美国青年队。

## NBA生涯

### 達拉斯獨行俠 (1998–2019)

#### 早期
诺维茨基在20歲的時候宣佈参加1998年NBA选秀。他得到了波士顿凯尔特人队主教练里科·皮提诺的承诺将在第10顺位摘下他，但是早就對諾維斯基甚感興趣的小牛，用了比凯尔特人队早一个的顺位在首轮第九顺位签下了德克。理论上说，他是在选秀中被密尔沃基雄鹿所选中的，不过在选秀大会之前的两队交易中達拉斯獨行俠用在第6轮所签下的罗伯特·特雷勒换取了诺维茨基。獨行俠队成功的交易来了诺维茨基，而在这之后诺维茨基-泰勒的这笔交易成为了著名的最不平等最差的交易，也是獨行俠队最成功的一笔交易之一。最后獨行俠队使用第19轮签下的帕特·加里蒂加上其他球员和未来的选秀权从菲尼克斯太阳手中交易来了当时还是年轻球员的史蒂夫·纳什。而也就是这两次成功的球员交易使得獨行俠队逐渐成为了一支NBA强队。
獨行俠队主教练唐·尼尔森观察到1998-99年NBA赛季的诺维茨基是一个有潜质，值得期待的20岁小伙。但是新秀赛季的诺维茨基在比赛最后时刻显得有点茫然不知所措，这也理所当然的引起了獨行俠队球迷的不悦。为了在美国有更好的表现，在1999年赛季结束后诺维茨基回到了德国，在所有的训练和比赛中显得非常的刻苦努力。通过一个夏天的训练大大的帮助了他，到了1999-2000赛季是德克已经展现出了先发球员以及成长为未来巨星的实力，在赛季中他得到了场均17.5分，6.5个篮板和2.5个助攻，在联盟的NBA最佳進步球員票选中名列第二。
在之后的一个NBA赛季中（2000-01赛季）他得到场均21.8分和9.2个篮板成为达拉斯獨行俠队有史以来第一位名列NBA全明星阵容的球员，成为NBA全明星第三阵容的球员。

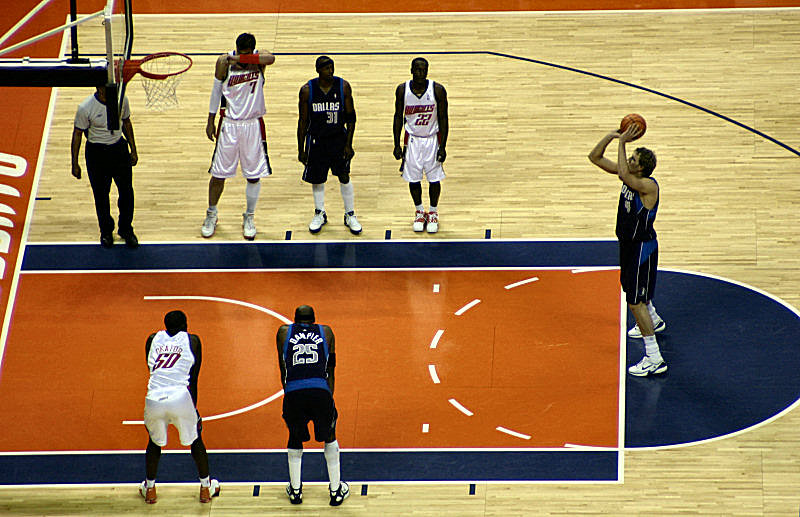
和夏洛特山猫比赛中正在罚球的德克

#### 一举成名
在2001-02赛季，诺维茨基创下每场平均得分23.4分和每场平均抓到9.9个篮板的佳绩。同年，他首次参加NBA全明星赛。他再次被选中进入NBA最佳阵容，而且还进入NBA全明星第二阵容。在这年的夏天，他代表德国男子篮球国家队参加世界男子篮球锦标赛，而且成为比赛的最有价值球员。
在2002-03赛季之前，他被NBA球队总经理选为最佳国际球员。他不负众望，他的每场平均得分增加到25.1分。他再被选中参加NBA全明星赛和进入NBA全明星第二阵容。
虽然在2003-04赛季他遭受了脚踝受伤，虽然未能在NBA得分榜中占据前10名，但是他每场平均得分亦有21.8分進帳，并且每场平均抓到8.7个篮板和送出2.7个助攻。他又被选中参加NBA全明星赛和进入NBA第三阵容。在2004年NBA季后赛的第一轮对垒萨克拉门托国王的五场系列比赛中，诺维茨基平均每场26.分和11.8篮板的傲人的成绩。

#### 巨星之路

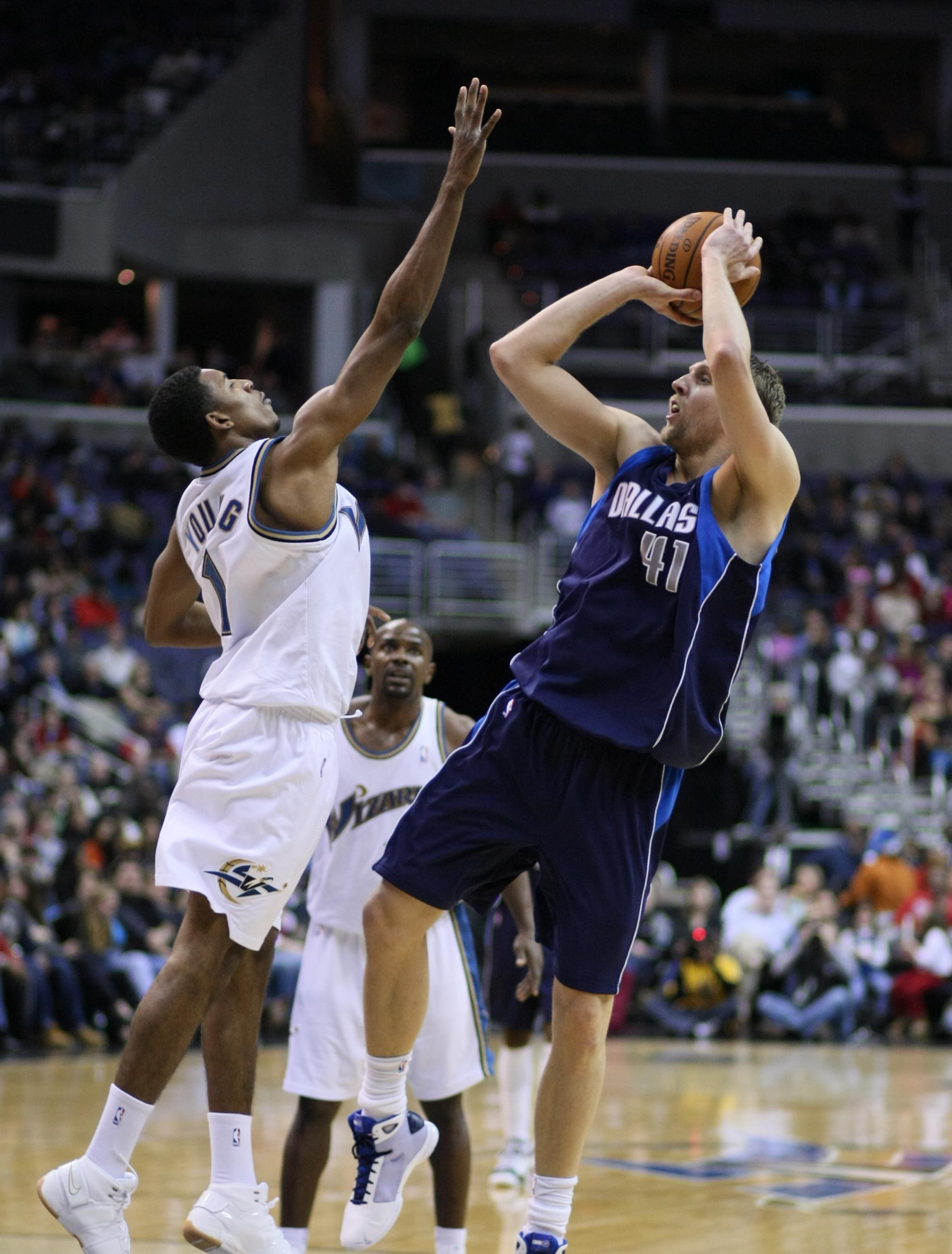
标志性的后仰跳投

在2004-05 NBA赛季开始前，诺维茨基的队友和好友史蒂夫·纳什在獨行俠队拥有人马克·库班放弃与他续约后离开獨行俠队而以自由球员身份返回菲尼克斯太阳。史蒂夫·纳什的离开令很多人怀疑诺维茨基的水準会否因而削弱，但他出色的战绩推翻了抱有这一想法的人。他的场均得分增加到26.1分，并且平均每场抓到9.7个篮板，1.5个火鍋和3.1个助攻。在2004年12月2日，诺维茨基在一场对抗休斯敦火箭的比赛，拿下生涯最高得分53分。虽然在季后赛中獨行俠队最后败给了纳什领衔的太阳队，但诺维茨基在2004-05赛季依然获选成为NBA年度第一阵容成员。这一赛季中诺维茨基在联盟最有价值球员票选中名列第三，位于纳什和「大鲨鱼」沙奎尔·奥尼尔之后。德克成为NBA历史上第一位没有参加过美国高中和大学篮球队，不是美国篮球系统培养出来的NBA年度第一阵容成员。
由于球队过早的在季后赛中被淘汰使得诺维茨基将期望放在了下一个赛季之中。队友迈克尔·芬利在那个夏天离开了獨行俠队使得当年芬利，纳什和他自己组成了「獨行俠三劍客」彻底解散，德克成为留在队中的唯一球员。那时起他也就成为了球队明确的领袖球员。
2005-06赛季獨行俠队主教练老尼尔森辞职，诺维茨基在新任主教练兼前队友艾弗里·约翰逊的辅导下在内线取得了进一步的发展。他那标志性手感柔和的后仰跳投已经成为许多欧洲球员的模版。诺维茨基缩减了三分球的出手次数，将更多的精力转移到了内线。在赛季中他交出了场均26.6分，9.0个篮板和2.8次助攻的数据并且提高了投球命中率，创造个人纪录的取得48.0%的投篮命中率，其中三分球40.6%的命中率，罚球更是达到了90.1%命中率。在2006年1月3日，诺维茨基连续命中50个罚球从而打破了由纳什持有的獨行俠队连续命中罚球纪录，到了1月6日这一纪录最终到达了连续命中60个才终止。在2006年休斯敦举办的全明星周末三分球大赛中德克以18分的成绩击败了西雅图超音速的明星级三分射手雷·阿伦获得三分冠军的称号。
或许重要的是，在身材矮小但拥有天生领导能力的「小将军」埃弗里·约翰逊带领下诺维茨基学会了在实战中带领他的球队。獨行俠队在常规赛中轻松拿到60胜，这是赛季第三好成绩，仅次于西部卫冕冠军圣安东尼奥马刺和东部卫冕冠军底特律活塞。在2005-06赛季的NBA最有价值球员评选中德克名列纳什和勒布朗·詹姆斯之后。再次当选NBA全明星第一阵容。
诺维茨基在季后赛中证明了自己超级球星的实力，取得场均27.0分，11.7个篮板和2.9次助攻的骄人数据。首轮横扫孟菲斯灰熊，半决赛7场4-3险胜马刺从而挺进西部决赛，再次面对纳什领衔的菲尼克斯太阳。在两队战成2-2平后诺维茨基在第5场比赛中独揽50分带领球队取得了胜利最终6场总分4-2淘汰太阳球队，历史上首次打入NBA总决赛。他亦成为继德特夫·史伦夫之后第二位进入NBA总决赛的德国球员。在诺维茨基季后赛中精彩的表现之后，ESPN的评论员比尔·西蒙斯赞美道:“德克是自从大鸟伯德以来水准最高的前锋。”  （页面存档备份，存于） 獨行俠最终在总决赛系列赛中2-4输给了迈阿密热火。
诺维茨基 - 第一个成为NBA超级巨星的欧洲球员，他的出现引领了一场如何打球的革命。提高了联盟的得分能力，使得NBA近年来出现了像獨行俠，太阳这类打「小球战术」利用速度和精准的投篮对抗体重和身体素质并获得成功的球队。迈阿密热火主力中锋，2000年NBA最有价值球员，三届NBA总决赛最有价值球员沙奎尔·奥尼尔谈到诺维茨基时说:“比赛改变了规则改变了。NBA中锋将更有利于欧洲球员。我告诉我的孩子你将不能像你父亲一样的打球，比赛变的不一样了。将来的四到五年，当你和一位伟大的大个球员交谈时，将会依据这个球员能否打出像德克一样的篮球，拉出内线投三分，小球战术，低位球员的比赛。实际上我也会带着我的孩子观看他的比赛” （页面存档备份，存于）
诺维茨基和波士顿凯尔特人的保罗·皮尔斯，克里夫兰骑士的扎伊德鲁纳斯·伊尔格斯卡斯并列进入NBA只为一支球队效力过的现役球员中年份第6长的球队（10个赛季）。

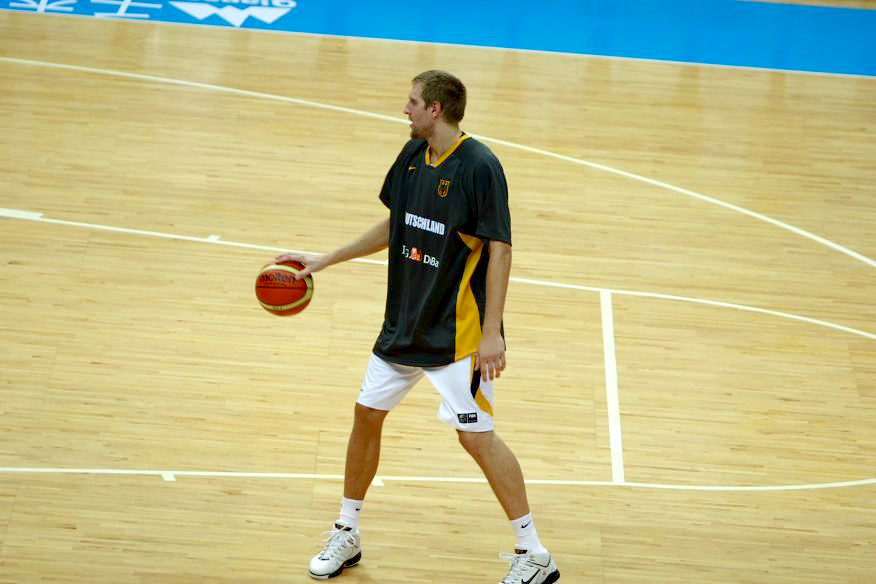
2006年8月15日在中国南京参加日本世锦赛热身赛时的诺维茨基

#### 首度奪冠
經過13年的等待，5年的臥薪嚐膽（特別是作為2006-07年NBA常規賽MVP，但於同年季後賽被上演黑八奇蹟），獨行俠終於拿下隊史第一座總冠軍，報了2006年在總冠軍戰輸給熱火的一箭之仇。
獨行俠在季後賽一開始並不被看好奪冠，但一路以4:2、4:0、4:1分別擊敗拓荒者、湖人、雷霆，尤以直落4橫掃湖人更令國際媒體及球迷譁然，因而取得西區冠軍與三巨頭（LeBron James、Dwyane Wade、Chris Bosh）組成之熱火三王爭奪NBA 2011總冠軍。
總冠軍賽首戰，一如預期上演激烈防守戰，熱火有效牽制諾威斯基，而且LCD連線在關鍵時刻再度發功，熱火在主場以92比84取得首場勝利。
總冠軍賽第2戰第4節剩下將近6分鐘的時候，熱火15分領先讓球員與球迷過度自信能拿下勝利，結果獨行俠展開經典逆轉秀，尤其諾威斯基最後獨攬9分將戰局逆轉，最終95比93使得雙方戰成1平。
總冠軍賽第3戰，諾威斯基在決勝時刻再度展現全方位進攻身手（全場最高34分11籃板，9度罰球更是彈無虛發），獨力包辦獨行俠末節最後12分，卻錯失了4.4秒絕殺跳投，無法繼前戰再度扮演英雄，最後熱火便以88比86驚濤駭浪中在獨行俠主場取勝。
總冠軍賽第4戰，越是關鍵時刻越能證明球星價值，諾威斯基不但要對抗強大的熱火，更得擺脫感冒糾纏，但他帶領獨行俠在最後10分鐘打出21比9絕地大反撲，在主場逆轉得勝，也避免熱火率先聽牌，最終帶領獨行俠以86比83擊退熱火，再次扳平。
總冠軍賽第5戰，獨行俠再次以驚人3分砲克敵致勝，在本季最終主場戰打得精彩，全場以近七成外線命中率19投飆進13顆三分球（PS:獨行俠此場3分球只差一顆就追平總冠軍賽記錄），終場便以112比103取得3比2聽牌。
總冠軍賽第6戰，獨行俠此役全隊命中率達到5成，三分線命中率也有42.3%的高水準。諾威斯基攻下21分，傑森·泰瑞拿下全场最高分的27分，J.J. Barea 15分，傑森·基德9分8助攻4籃板，肖恩·马里昂12分8籃板，DeShawn Stevenson則全場飆進3顆3分球拿下9分，終場以105比95於熱火主場奪下獨行俠隊史首座總冠軍。

#### 超越总得分之路 — 邁向三萬分
2013-2014赛季。这也是诺维茨基奪得总冠軍之后最好的赛季，随着年龄的增长以及伤病的困扰，诺维茨基最近这两年的状态出现了明显的下滑。上赛季，他因伤只出賽53場，场均得分降至新秀赛季以来的最低——17.3分。然而当很多人都以为35岁德克的职业生涯将急转直下之时，他却在本赛季完成了一次强劲的反弹。特别是自进入4月份以来，诺维茨基的数据大幅飙升，场均得分高达25.3分，投篮命中率和三分球命中率分别达到了55.7%和56.5%，三项数据都是他在该赛季的个人单月最高。基本状态神奇复苏。赛季结束后，他的总得分为1735分，场均得分为21.7分。
2013年11月13日。獨行俠5人上双以105比95胜击败奇才，诺维茨基全场比赛得到了19分，再次迎来职业生涯的里程碑。第三节，德克在外线左侧45度投进一记超远三分。凭借此球，诺维茨基成功超越了湖人教父-杰里·韦斯特，生涯总得分排名上升至历史第16位。
2013年11月21日。NBA常规赛上演德州内战，獨行俠在落后两位数的情况下完成逆转，主场以123比120逆转火箭。全场他出战33分38秒，20投13中得到35分、7个篮板和4次助攻，这也让诺维茨基职业生涯的总得分超越了三分杀神-雷吉·米勒，来到历史第15位。
2013年11月26日。獨行俠最终以96比110不敌掘金。但是诺维茨基得到18分6个篮板2次助攻，成功超越了曾经的狼王-凯文·加内特，成为NBA历史得分榜上第十四人。同时，在历史罚球命中榜上，德克再次超越了雷吉·米勒6237次命中罚球的纪录，取代步行者名宿成为历史罚球榜上第十三人。
2013年12月25日。獨行俠以111比104再次击败火箭，他出战35分钟，18投11中，罚球9罚8中砍下了31分6篮板，超越了掘金名宿-阿历克斯·英格利什，总得分排名上升至历史第12位。
2014年1月30日。诺维茨基出战35分钟，21投13中，三分球3投1中，11罚全中得到38分17篮板3助攻。诺维茨基职业生涯的总得分突破26000分，成为NBA历史上做到这一表现的第13人。
2014年3月13日。獨行俠客场以108比101击败爵士，诺维茨基得到31分8个篮板，超越了白人得分王-约翰·哈夫利切克，位居NBA历史总得分榜第12位。同时，诺维茨基成为NBA历史上得分最多的白人得分王。
2014年4月5日。獨行俠客场以105比97击败湖人，诺维茨基砍下27分8篮板4助攻，生涯总得分超越了多米尼克·威尔金斯，上升至历史第11位。
2014年4月9日。獨行俠客场以95比83击败爵士，諾威斯基砍下21分6篮板3助攻，生涯总得分超越了三双之王-奧斯卡·羅伯特森，上升至历史第10位。诺维茨基在NBA締造新记录，成为历史上总得分超越人数最多的球员。
2014年11月11日。獨行俠主场以106比98战胜国王。諾威斯基本场比赛12投7中，罚球8中7，拿下23分，他的总得分达到26953分，超出大梦奥拉朱旺7分，从而升至NBA历史得分榜第九的位置。
2014年12月27日。獨行俠主场以102比98战胜湖人。德克·諾威斯基得到14分8篮板，他的总得分达到27322分，超出1968年状元-埃爾文·海耶斯9分，从而升至NBA历史得分榜第八的位置。
2015年1月6日。獨行俠客场以96比88战胜籃网。德克·諾威斯基得到15分7篮板，他的总得分达到27412分，超出首位高中巨星-摩西·马龙3分，从而升至NBA历史得分榜第七的位置。
2015年3月25日。獨行俠主場以101比94战胜馬刺。德克·諾威斯基得15分13籃板，完成生涯第一萬個籃板紀錄，並成為史上第一位達成27,000 分、10,000籃板、1,000阻攻與1,000 記三分的球員
2015年4月2日。獨行俠客场以135比131战胜雷霆。德克·諾威斯基得到18分4篮板3助攻，他的职业生涯总得分突破28000分，成为NBA历史上做到这一表现的第7人。
2015年12月24日。獨行俠客场以119比118战胜籃網。德克·諾威斯基得到22分5篮板3助攻，他的总得分达到28609分，超出1992年状元-俠客·歐尼爾13分，从而升至NBA历史得分榜第六的位置。
2016年2月22日。獨行俠主场以129比103战胜76人。德克·諾威斯基得到18分7篮板，他的职业生涯总得分突破29000分，成为NBA历史上做到这一表现的第6人。
2017年3月8日，獨行俠主場迎戰湖人，諾威斯基再次締造生涯里程碑，第2節結束前10分58秒，底線施展招牌「單腳後仰跳投」絕技破網，生涯總得分達3萬分，成為NBA史上第6位「3萬分俱樂部」成員，獨行俠也在此役以122比111為老大哥的榮耀時刻畫下勝利句點。
2019年3月19日，獨行俠主場迎戰鵜鶘，諾威斯基僅用兩次出手就完成紀錄獲得生涯31424，上半場倒數8分35秒藉著中距離跳投，正式擠下張伯倫躍居史上得分第六。

#### 功成名就 — 光榮退休
2019年4月9日，獨行俠主場以120比109戰勝太陽，德克以40歲高齡奪下30分，賽後便宣布該場比賽是其生涯最後一次在主場比賽。
2019年4月10日，獨行俠客場以94比105落敗馬刺，結束球員生涯。馬刺特地製作了一支1分19秒的影片並在賽前播放以致敬其21年傳奇生涯。

## 職業生涯數據
|  | 代表諾威斯基於該年度贏得總冠軍 |

### NBA例行賽數據統計
| 賽季     | 球隊     | GP    | GS    | MPG  | FG%  | 3P%  | FT%  | RPG | APG | SPG | BPG | PPG  |
| -------- | -------- | ----- | ----- | ---- | ---- | ---- | ---- | --- | --- | --- | --- | ---- |
| 1998–99  | DAL      | 47    | 24    | 20.4 | 40.5 | 20.6 | 77.3 | 3.4 | 1.0 | 0.6 | 0.6 | 8.2  |
| 1999–00  | DAL      | 82    | 81    | 35.8 | 46.1 | 37.9 | 83.0 | 6.5 | 2.5 | 0.8 | 0.8 | 17.5 |
| 2000–01  | DAL      | 82    | 82    | 38.1 | 47.4 | 38.7 | 83.8 | 9.2 | 2.1 | 1.0 | 1.2 | 21.8 |
| 2001–02  | DAL      | 76    | 76    | 38.0 | 47.7 | 39.7 | 85.3 | 9.9 | 2.4 | 1.1 | 1.0 | 23.4 |
| 2002–03  | DAL      | 80    | 80    | 39.0 | 46.3 | 37.9 | 88.1 | 9.9 | 3.0 | 1.4 | 1.0 | 25.1 |
| 2003–04  | DAL      | 77    | 77    | 37.9 | 46.2 | 34.1 | 87.7 | 8.7 | 2.7 | 1.2 | 1.4 | 21.8 |
| 2004–05  | DAL      | 78    | 78    | 38.7 | 45.9 | 39.9 | 86.9 | 9.7 | 3.1 | 1.2 | 1.5 | 26.1 |
| 2005–06  | DAL      | 81    | 81    | 38.1 | 48.0 | 40.6 | 90.1 | 9.0 | 2.8 | 0.7 | 1.0 | 26.6 |
| 2006–07  | DAL      | 78    | 78    | 36.2 | 50.2 | 41.6 | 90.4 | 8.9 | 3.4 | 0.7 | 0.8 | 24.6 |
| 2007–08  | DAL      | 77    | 77    | 36.0 | 47.9 | 35.9 | 87.9 | 8.6 | 3.5 | 0.7 | 0.9 | 23.6 |
| 2008–09  | DAL      | 81    | 81    | 37.7 | 47.9 | 35.9 | 89.0 | 8.4 | 2.4 | 0.8 | 0.8 | 25.9 |
| 2009–10  | DAL      | 81    | 80    | 37.5 | 48.1 | 42.1 | 91.5 | 7.7 | 2.7 | 0.9 | 1.0 | 25.0 |
| 2010–11† | DAL      | 73    | 73    | 34.3 | 51.7 | 39.3 | 89.2 | 7.0 | 2.6 | 0.5 | 0.6 | 23.0 |
| 2011–12  | DAL      | 62    | 62    | 33.5 | 45.7 | 36.8 | 89.6 | 6.8 | 2.2 | 0.7 | 0.5 | 21.6 |
| 2012–13  | DAL      | 53    | 47    | 31.3 | 47.1 | 41.4 | 86.0 | 6.8 | 2.5 | 0.7 | 0.7 | 17.3 |
| 2013–14  | DAL      | 80    | 80    | 32.9 | 49.7 | 39.8 | 89.9 | 6.2 | 2.7 | 0.9 | 0.6 | 21.7 |
| 2014–15  | DAL      | 77    | 77    | 29.6 | 45.9 | 38.0 | 88.2 | 5.9 | 1.9 | 0.5 | 0.4 | 17.3 |
| 2015–16  | DAL      | 75    | 75    | 31.5 | 44.8 | 36.8 | 89.3 | 6.5 | 1.8 | 0.7 | 0.7 | 18.3 |
| 2016–17  | DAL      | 54    | 54    | 26.4 | 43.7 | 37.8 | 87.5 | 6.5 | 1.5 | 0.6 | 0.7 | 14.2 |
| 2017–18  | DAL      | 77    | 77    | 24.7 | 45.6 | 40.9 | 89.8 | 5.7 | 1.6 | 0.6 | 0.6 | 12.0 |
| 2018–19  | DAL      | 51    | 20    | 15.6 | 35.9 | 31.2 | 78.0 | 3.1 | 0.7 | 0.2 | 0.4 | 7.3  |
| 職業生涯 | 職業生涯 | 1,522 | 1,460 | 33.8 | 47.1 | 38.0 | 87.9 | 7.5 | 2.4 | 0.8 | 0.8 | 20.7 |
| 明星賽   | 明星賽   | 14    | 2     | 16.2 | 45.0 | 29.4 | 87.5 | 4.0 | 1.2 | 0.8 | 0.4 | 8.7  |

### NBA季後賽數據統計
| 賽季     | 球隊     | GP  | GS  | MPG  | FG%  | 3P%  | FT%  | RPG  | APG | SPG | BPG | PPG  |
| -------- | -------- | --- | --- | ---- | ---- | ---- | ---- | ---- | --- | --- | --- | ---- |
| 2000–01  | DAL      | 10  | 10  | 39.9 | 42.3 | 28.3 | 88.3 | 8.1  | 1.4 | 1.1 | 0.8 | 23.4 |
| 2001–02  | DAL      | 8   | 8   | 44.6 | 44.5 | 57.1 | 87.8 | 13.1 | 2.3 | 2.0 | 0.8 | 28.4 |
| 2002–03  | DAL      | 17  | 17  | 42.5 | 47.9 | 44.3 | 91.2 | 11.5 | 2.2 | 1.2 | 0.9 | 25.3 |
| 2003–04  | DAL      | 5   | 5   | 42.4 | 45.0 | 46.7 | 85.7 | 11.8 | 1.4 | 1.4 | 2.6 | 26.6 |
| 2004–05  | DAL      | 13  | 13  | 42.4 | 40.2 | 33.3 | 82.9 | 10.1 | 3.3 | 1.4 | 1.6 | 23.7 |
| 2005–06  | DAL      | 23  | 23  | 42.7 | 46.8 | 34.3 | 89.5 | 11.7 | 2.9 | 1.1 | 0.6 | 27.0 |
| 2006–07  | DAL      | 6   | 6   | 39.8 | 38.3 | 21.1 | 84.0 | 11.3 | 2.3 | 1.8 | 1.3 | 19.7 |
| 2007–08  | DAL      | 5   | 5   | 42.2 | 47.3 | 33.3 | 80.8 | 12.0 | 4.0 | 0.2 | 1.4 | 26.8 |
| 2008–09  | DAL      | 10  | 10  | 39.5 | 51.8 | 28.6 | 92.5 | 10.1 | 3.1 | 0.8 | 0.9 | 26.8 |
| 2009–10  | DAL      | 6   | 6   | 38.8 | 54.7 | 57.1 | 95.2 | 8.2  | 3.0 | 0.8 | 0.7 | 26.7 |
| 2010–11† | DAL      | 21  | 21  | 39.3 | 48.5 | 46.0 | 94.1 | 8.1  | 2.5 | 0.6 | 0.6 | 27.7 |
| 2011–12  | DAL      | 4   | 4   | 38.5 | 44.2 | 16.7 | 90.5 | 6.3  | 1.8 | 0.8 | 0.0 | 26.8 |
| 2013–14  | DAL      | 7   | 7   | 37.6 | 42.9 | 8.3  | 80.6 | 8.0  | 1.6 | 0.9 | 0.9 | 19.1 |
| 2014–15  | DAL      | 5   | 5   | 36.2 | 45.2 | 23.5 | 92.9 | 10.2 | 2.4 | 0.4 | 0.4 | 21.2 |
| 2015–16  | DAL      | 5   | 5   | 34.0 | 49.4 | 36.4 | 94.1 | 5.0  | 1.6 | 0.4 | 0.6 | 20.4 |
| 職業生涯 | 職業生涯 | 145 | 145 | 40.7 | 46.2 | 36.5 | 89.2 | 10.0 | 2.5 | 1.0 | 0.9 | 25.3 |

### 大三元紀錄
| 次数 | 日期          | 对手         | 終場比分  | 得分 | 籃板 | 助攻 | 阻攻 |
| ---- | ------------- | ------------ | --------- | ---- | ---- | ---- | ---- |
| 1    | 2008年2月7日  | 密爾瓦基公鹿 | 107–96 勝 | 29   | 10   | 12   | 1    |
| 2    | 2010年3月30日 | 丹佛金塊     | 109–93 勝 | 34   | 10   | 10   | 1    |

## 奖项和成就

### 所获NBA奖项
- 14次入选NBA全明星赛: 2002年~2012年, 2014年~2015年,2019年
- 12次入选NBA最佳阵容:
  - 4次入选NBA全明星第一队阵容: 2005年~2007年, 2009年
  - 5次入选NBA全明星第二队阵容: 2002年, 2003年, 2008年, 2010年, 2011年
  - 3次入选NBA全明星第三队阵容: 2001年, 2004年, 2012年
- NBA最有价值球员:
  - 第一名: 2007年
  - 第三名: 2005年, 2006年
- NBA總冠軍:2011年
- NBA75大球星（2021）
- NBA生涯最高罚球命中率: (91.5%)，2010年
- NBA生涯最高场均得分: (26.6分)，2006年
- NBA全明星周末3分球大赛冠军: 2006年
- NBA總決賽MVP: 2011年

### NBA纪录
- 成为NBA历史上第一个效力单一球隊達21年球员。（達拉斯獨行俠1998-2019）
- 成为NBA历史上第一个单赛季获得150个三分球和100个盖帽的球员。（他在2000-2001 NBA赛季获得151个三分球和101个盖帽）
- 成为達拉斯獨行俠隊历史上第一位进入NBA最佳阵容（2000-01 NBA赛季）和第一位进入NBA全明星第一阵容的球员（2004-05和2005-06 NBA赛季）
- 成为NBA历史上第一个球员曾未就读美国大学而能进入NBA全明星第一阵容。（2004-05和2005-06 NBA赛季）
- 成为NBA历史上第三个球员 (在里克·巴里和拉里·伯德之后)场均得到26分以上且罚球命中率又在90%以上的球员（2005-06 NBA赛季）
- 成為NBA歷史上第一位獲得年度MVP的歐洲球員（2006-07）
- 成為NBA歷史上第二位獲得總冠軍賽MVP的歐洲球員（2011）
- 在2005年1月18日对华盛顿奇才队的赛事中获得职业生涯中的第10,000分。
- 在2007年3月31日对纽约尼克斯队的赛事中获得职业生涯中的第15,000分。
- 在2010年1月14日对洛杉磯湖人队的赛事中获得职业生涯中的第20,000分。
- 在2013年4月15日对紐澳良黃蜂队的赛事中获得职业生涯中的第25,000分。
- 在2015年3月25日对聖安東尼奧馬刺的赛事中获得职业生涯中的第10,000籃板紀錄，成為史上第一位達成27,000 分、10,000籃板、1,000阻攻與1,000 記三分的球員
- 在2017年3月7日对洛杉磯湖人队的赛事中获得职业生涯中的第30,000分(NBA史上第六位)。
- 成为历史上总得分超越人数最多的球员。（2013-14 NBA赛季，职业生涯总得分（26786分）超越了杰里·韦斯特（25192分），雷吉·米勒（25279分），阿历克斯·英格利什（25613分），凯文·加内特（25626分），约翰·哈夫利切克（26395分），多米尼克·威尔金斯（26668分）和奥斯卡·罗伯特森（26710分），总得分超越人数为7人。从历史第17位上升至历史第10位。）

### 德克·诺维茨基纪录
- 常规赛单场比赛最高得分: 53分（2004年12月2日對手：休斯頓火箭（加时赛））
- 常规赛单场比赛最高得分（无加时）: 51分（2006年3月23日對手：金州勇士）
- 季后赛单场比赛最高得分: 50分（2006年6月1日對手：鳳凰城太陽）
- 在一段时间内连续射中最多罚球: 189次（2010年4月22日）
- 季后赛单场比赛中获得最多罚球机会: 24次（2006年5月13日對手：聖安東尼奧馬刺）
- 季后赛单场比赛射中最多罚球: 24个（2011年5月17日對手：俄克拉何马城雷霆）
- 常规赛单场比赛获得最多罚球机会: 22次（2004年12月2日對手：休斯頓火箭（加时赛））
- 常规赛单场比赛射中最多罚球: 21次（2004年12月2日對手：休斯頓火箭（加时赛））
- 职业生涯累积篮板球总数: 10,789个（2015-16 NBA賽季後）
- 季后赛一个回合中最高罚球数字: 65个（2006年NBA總決賽對手：邁阿密熱火）

### 其他纪录
- 2002年世界篮球锦标赛荣获最有价值球员并且带领德国篮球国家队获得铜牌。
- 2005年欧洲篮球锦标赛，带领德国队取得银牌并荣获该项赛事的最有价值球员。
- 2005年获得国际篮球联合会颁发的最佳欧洲篮球球员。
- 连续4年（2002年至2005年）获得意大利Gazzetta dello Sport颁发的最佳欧洲篮球球员。
- 2005年年度德国最佳运动员评选第二名（Sportler des Jahres）
- 获得NBA三分大赛冠军（2006年）身高最高者（213公分），另一位同身高三分大賽冠軍是卡爾-安東尼·唐斯（2022年）。
- 美國籃球名人堂(2023)。

## 個人相關
- 德克·諾威斯基最普遍的德语綽號有Wunderkind, Dirky, The Dunking Deutschman, Dirk Diggler：“德國坦克”、“德國戰車”、“諾天王”。
- 是前隊友兼好朋友，史蒂夫·奈許女兒的乾爹。
- 德克·諾威斯基曾參加足球比賽，並接受德國甲組足球聯賽採訪。
- 德克·諾威斯基的招牌動作"金雞獨立"，單腳後仰跳投被認為是NBA少數近乎無解的進攻技能之一。

## 榮譽
2019年10月30日，達拉斯市議會一致通過決議，達拉斯將主場前的橄欖街的一部分更名為諾威斯基大道，這條路經過美國航空中心。2019年12月，諾維茨基獲得了聯邦總統弗蘭克-瓦爾特·施泰因邁爾頒發的德意志聯邦共和國功績勳章，以表彰他的社會承諾。
2022年1月5日，諾維茨基的41號球衣被獨行俠隊退休。同一天晚上，馬克·庫班公佈了計劃安裝在球館外的諾維茨基雕像的設計方案。該雕像於當年晚些時候的聖誕節揭幕。